# پایان (ترانه هالزی)
«پایان» (انگلیسی: The End) ترانه‌ای از خواننده و ترانه‌سرای آمریکایی هالزی، از پنجمین آلبوم استودیویی وی است. هالزی این ترانه را با الکس جی و مایکل اوزوورو نوشته و تهیه کرده است که به‌عنوان یک تک‌آهنگ تبلیغاتی در ۴ ژوئن ۲۰۲۴ توسط کلمبیا رکوردز منتشر شد. همزمان با انتشار ترانه، این خواننده کمک‌های مالی به اتحاد تحقیقات لوپوس و انجمن لوسمی و لنفوم کرد.